# Izopogon
Izopogon (lat. Isopogon), biljni rod iz porodice dvoličnjakovki. Pripada mu oko 40 vrsta grmova raširenih po gotovo cijeloj Australiji
Rod je opisan u Cult. Prot.: 93 (1809), nom. cons. Tipična je vrsta Isopogon anemonifolius (R.A. Salisbury) Knight, grm iz Novog Južnog Walesa.

## Vrste
1. Isopogon adenanthoides Meisn.
2. Isopogon alcicornis Diels
3. Isopogon anemonifolius (Salisb.) Knight
4. Isopogon anethifolius (Salisb.) Knight
5. Isopogon asper R.Br.
6. Isopogon attenuatus R.Br.
7. Isopogon autumnalis Rye & T.D.Macfarl.
8. Isopogon axillaris R.Br.
9. Isopogon baxteri R.Br.
10. Isopogon buxifolius R.Br.
11. Isopogon ceratophyllus R.Br.
12. Isopogon crithmifolius F.Muell.
13. Isopogon cuneatus R.Br.
14. Isopogon dawsonii R.T.Baker
15. Isopogon divergens R.Br.
16. Isopogon dubius (R.Br.) Druce
17. Isopogon elatus Rye & Hislop
18. Isopogon fletcheri F.Muell.
19. Isopogon formosus R.Br.
20. Isopogon gardneri Foreman
21. Isopogon heterophyllus Meisn.
22. Isopogon inconspicuus (Meisn.) Foreman
23. Isopogon latifolius R.Br.
24. Isopogon linearis Meisn.
25. Isopogon longifolius R.Br.
26. Isopogon mnoraifolius McGill.
27. Isopogon nutans C.A.Gardner ex Rye & Hislop
28. Isopogon pallidus Hislop & Rye
29. Isopogon panduratus Hislop & Rye
30. Isopogon petiolaris A.Cunn. ex R.Br.
31. Isopogon polycephalus R.Br.
32. Isopogon prostratus McGill.
33. Isopogon pruinosus Hislop & Rye
34. Isopogon robustus Foreman ex N.Gibson
35. Isopogon scabriusculus Meisn.
36. Isopogon sphaerocephalus Lindl.
37. Isopogon teretifolius R.Br.
38. Isopogon tridens (Meisn.) F.Muell.
39. Isopogon trilobus R.Br.
40. Isopogon uncinatus R.Br.
41. Isopogon villosus Meisn.

## Sinonimi
- Atylus sect. Isopogon (R. Br. ex Knight) Kuntze, bazionim